# Petr Pavel Hilbert
Petr Pavel Hilbert (1. ledna 1834 Plzeň – 21. května 1906 Louny) byl český právník a politik mladočešské strany, starosta města Loun, nejdéle sloužící starosta v historii města. Jeho syn Kamil Hilbert byl významným architektem a restaurátorem, syn Jaroslav Hilbert se stal spisovatelem a dramatikem.

## Život

### Mládí
Narodil se v Plzni do rodiny Mikuláše Hilberta a jeho ženy Marie. Získal právní vzdělání, pravděpodobně na Karlo-Ferdinandově univerzitě v Praze, následně se vrátil do Plzně a začal zde provozovat právní praxi.

### Louny
Roku 1868 byl jmenován zemským advokátem. Následně se přestěhoval do Loun a otevřel si zde právní kancelář. Oženil se s Karolinou Reifovou a založil rodinu. Působil jako jediný advokát ve městě, prosperoval a posléze zakoupil dům na lounském náměstí, ve kterém se svou rodinou žil. Začal se angažovat v komunální politice: roku 1871 byl za mladočešskou stranu zvolen do rady města, roku 1878 se pak stal tzv. prvním radním, tedy předsedou městské rady. Roku 1881 byl pak v obecních volbách zvolen purkmistrem města Louny. V této funkci nahradil MUDr. Josefa Frotzela. Po celkem šesti znovuzvoleních v úřadu Hilbert setrval do roku 1899.

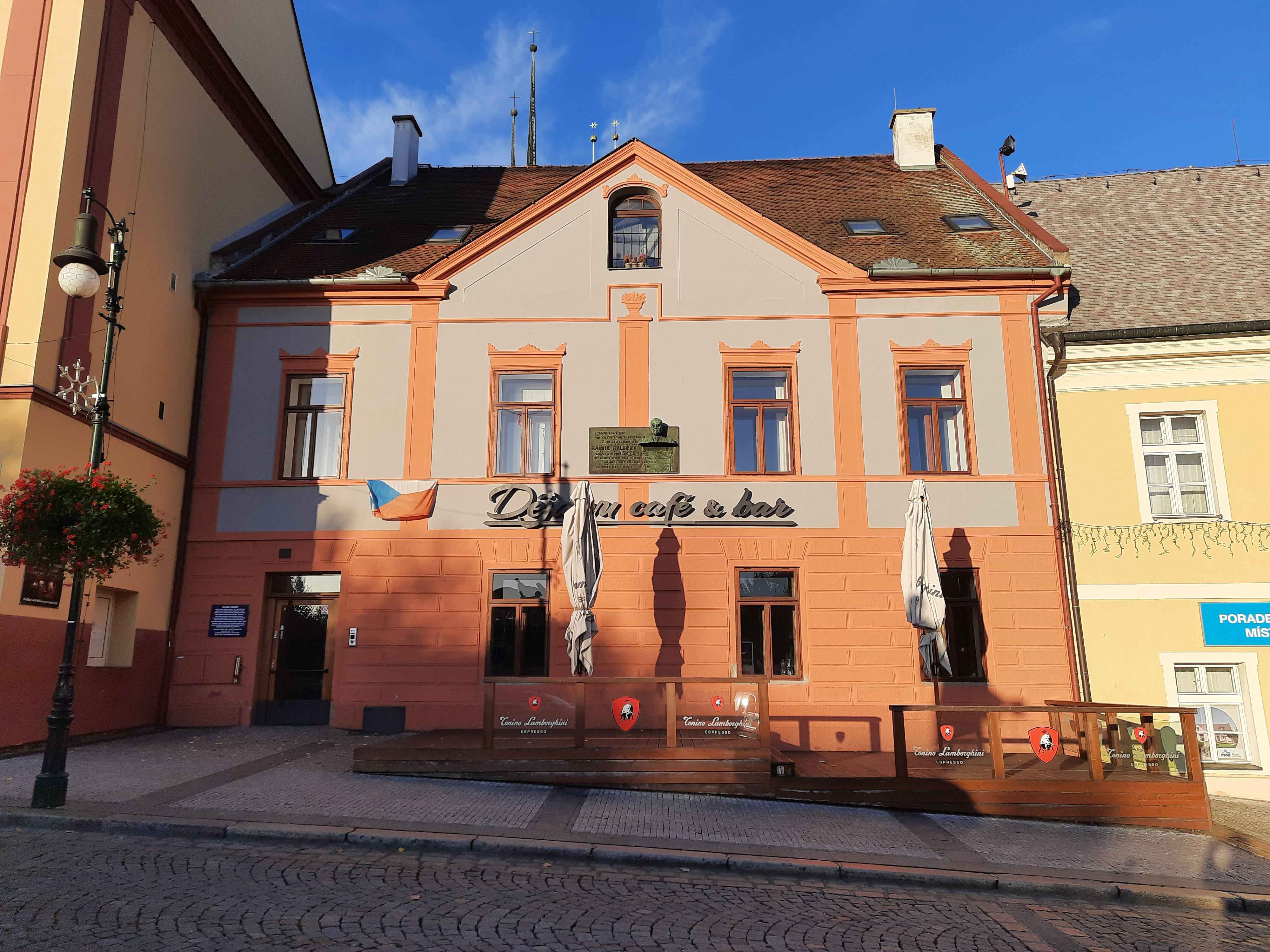
Dům Petra Pavla Hilberta na Mírovém náměstí v Lounech s pamětní deskou rodiny Hilbertovy

Za jeho působení se v době vrcholící průmyslové revoluce v Čechách městě zdárně rozvíjel průmysl, rostla nová městská zástavba, došlo k realizaci velkého množství významných veřejných staveb či zakládání institucí a město zažívalo svůj rozkvět. Realizováno bylo zřízení městské nemocnice, akciového cukrovaru, lounského gymnázia a dalších staveb v Poděbradově ulici či založení městských sadů. Byly provedeny opravné práce na kostele sv. Mikuláše pod vedením architekta Josefa Mocknera, zřízen byl vodovod a kanalizace. Ve své době patřil Petr Pavel Hilbert k nejváženějším a nejbohatším občanům města.

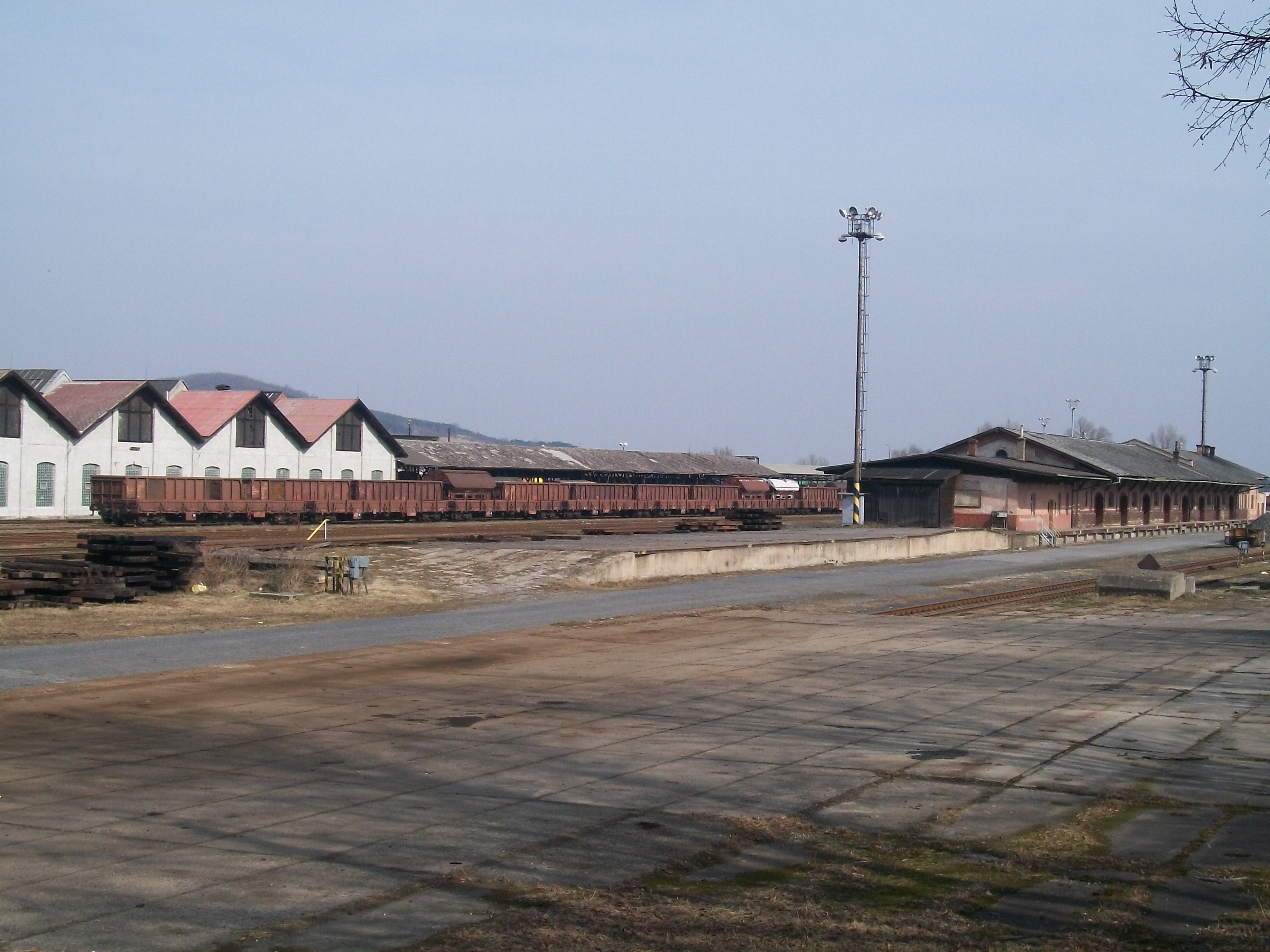
Areál železničních dílen

#### Železnice v Lounech
Od poloviny 80. let se řešil také projekt železniční trati mezi Rakovníkem a lounským nádražím, zřízeným Pražsko-duchcovskou dráhou roku 1873, která mohla eventuálně pokračovat severovýchodním směrem do Litoměřic. Do sedmnáctileté snahy o realizaci stavby se zapojil jakožto starosta i Hilbert, dále též jeho následovník Stopka nebo také kníže Schwarzenberg. Naproti nádražní budově přes kolejiště vznikly již v počátcích stanice točna a nevelké železniční dílny, které byly postupně rozšiřovány, a později, opět díky přičinění starosty Petra Pavla Hilberta, se roku 1895 staly místní dílenské haly důležitým zázemím státních drah s více než šesti sty dělníky.
Družstvo dráhy Louny - Libochovice 29. června 1902 nakonec svůj drážní úsek otevřelo, stavební práce na trati k Rakovníku započaly roku 1903. Zde byl pravidelný nákladní a osobní provoz spuštěn 23. září 1904.

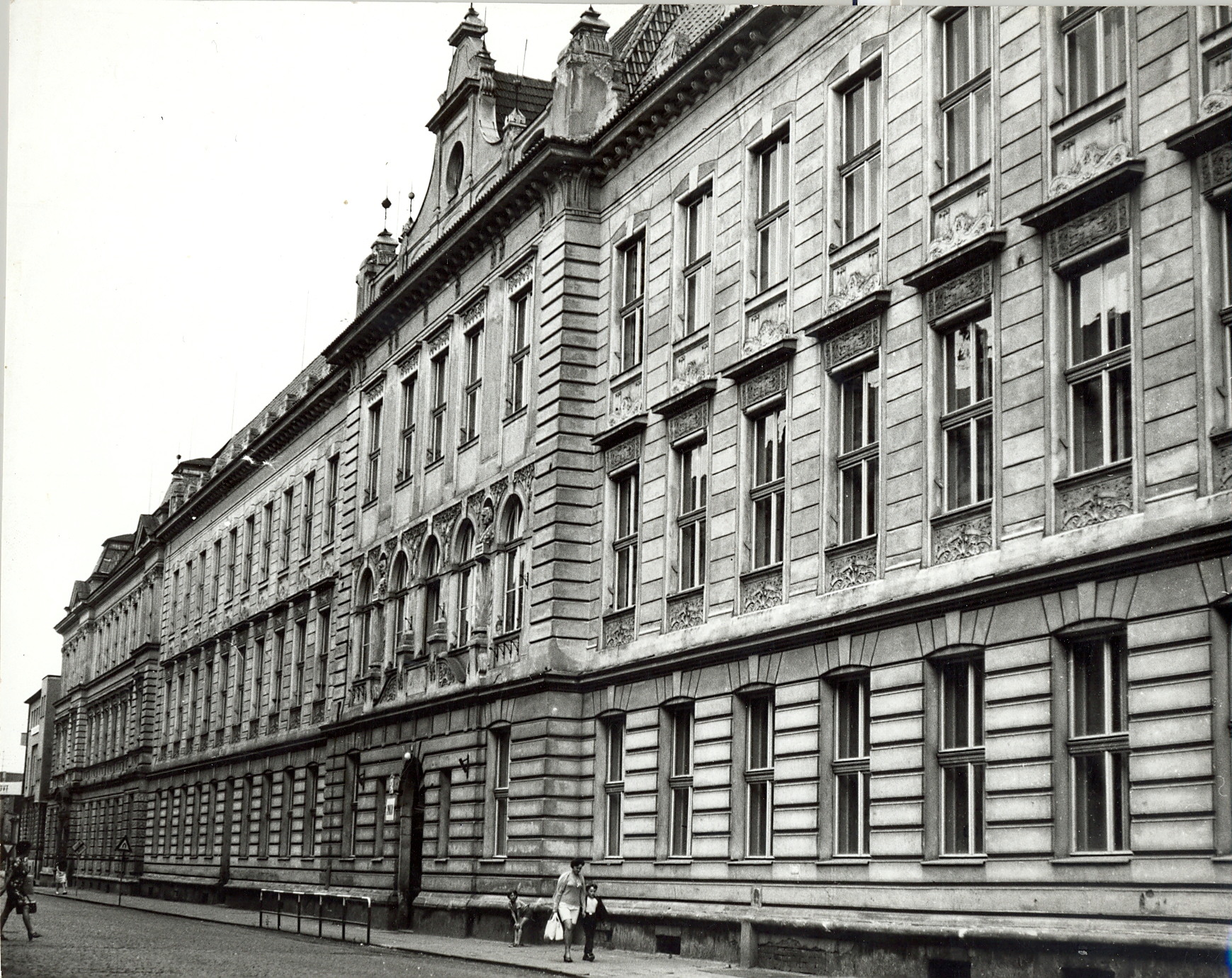
Gymnázium v Lounech původní fasádou (1970)

Na svou funkci Hilbert rezignoval 1899. Ve funkci jej nahradil JUDr. Valentin Stopka.

### Úmrtí
Zemřel 25. února 1906 v Lounech ve věku 72 let a byl pohřben na lounském městském hřbitově. Rodinnou hrobku navrhl syn Kamil.

### Rodinný život
Petr Pavel Hilbert byl ženatý s Karolinou Hilbertovou, rozenou Reifovou, která byla malířkou. Měli spolu celkem devět dětí. Jejich syn Kamil Hilbert vystudoval architekturu a podnikal ve stavitelství. Několik svých projektů v Lounech realizoval během úřadování jeho otce v pozici starosty. Mladší syn Jaroslav se stal spisovatelem, divadelním dramaturgem a dramatikem..
Na jeho počest rodiny Hilbertových byla pojmenována též jedna z ulic u Mírového náměstí, Hilbertova.